# Пигин, Отелло
Отелло Пигин в партизанском движении известный как Ренато (итал. Otello Pighin, nome di battaglia «Renato»; Лузия, 1912 год — Абано-Терме, 10 января 1945 года) — итальянский партизан и инженер, награждён Золотой медалью «За воинскую доблесть».

## Биография
После окончания Падуанского университета зачислен курсантом в артиллерийское училище в Лукке. По окончании училища получил чин младшего лейтенанта и назначен в 9 артиллерийский полк «Бреннер». В 1940 году был направлен на Западный фронт, а год спустя, на греко-албанский. Покинул армию вследствие заболевания и поступил на службу ассистентом кафедры в Падуанский университет. Был одним из организаторов Движения Сопротивления в Венето. Основатель и командир бригады «Сильвио Трентин». Организатор и исполнитель важных диверсионных актов против вражеских объектов, о которых неоднократно сообщало радио союзников. Спасая раненого товарища, был в первый раз захвачен в плен, но сумел бежать. Ему предложили покинуть Падую, но он продолжил свою работу, хотя за его поимку была назначена высокая награда. В результате измены был захвачен в плен, в течение двух дней подвергался жестоким пыткам, но не выдал никого и перед смертью только сказал: «Италия и Свобода».
Имя героического партизана носят улицы и площади в Падуе и Ровиго. Его образ использован при создании фигуры главного героя фильма Джанфранко Де Бозио «Терроризм».
Погиб в 33 года, был женат, имел ребёнка.

## Награды
- Золотая медаль «За воинскую доблесть» (посмертно)[1].